# Квачадзе, Зинаида Арсеньевна
Зинаида Арсеньевна Квачадзе — советский хозяйственный, государственный и политический деятель.

## Биография
Родилась в 1921 году в Батуми. Член КПСС с 1942 года.
С 1943 года — на хозяйственной, общественной и политической работе. В 1943—1976 гг. — инструктор Тбилисского городского комитета ЛКСМ Грузии, секретарь Первомайского, секретарь, 2-й, 1-й секретарь Сталинского районного комитета ЛКСМ Грузии (Тбилиси), секретарь Тбилисского городского комитета ЛКСМ Грузии по пропаганде и агитации, 2-й секретарь Тбилисского городского комитета ЛКСМ Грузии, 2-й, 1-й секретарь Кировского районного комитета КП Грузии, секретарь Тбилисского городского комитета КП Грузии, секретарь ЦК КП Грузии, министр торговли Грузинской ССР, секретарь Президиума Верховного Совета Грузинской ССР, секретарь Грузинского республиканского Совета профессиональных союзов.
Избиралась депутатом Верховного Совета Грузинской ССР 5-11-го созывов.
Делегат XX съезда КПСС.
Умерла в Тбилиси в 2005 году.